# Henri Lopes
Pour les articles homonymes, voir Henry Lopes et Lopes.
Henri Lopes, né le 12 septembre 1937 à Léopoldville (Congo belge) et mort le 2 novembre 2023 à Suresnes, est un écrivain, homme politique et diplomate congolais.
Il est le Premier ministre de la république du Congo de 1973 à 1975. De 1998 à 2015, il est ambassadeur en France.

## Biographie

### Jeunesse
Henri Lopes est né à Léopoldville, chef-lieu de l'ancien Congo belge, maintenant la république démocratique du Congo. Il passe ses années d'écolier à Brazzaville et Bangui et séjourne de 1949 à 1965 à Paris et à Nantes. Il finit en 1963 ses études d'histoire à la Sorbonne pour y devenir professeur. Il est membre de quelques associations d'étudiants africains.
Après son retour au Congo, il est professeur d'histoire à l'École normale supérieure d'Afrique centrale à Brazzaville jusqu'en 1966 et ensuite directeur de l'Enseignement jusqu'en 1968.

### Politicien et diplomate
Henri Lopes est membre du Parti congolais du travail (PCT) de Marien Ngouabi, président depuis 1968.
En 1969, Henri Lopes devient ministre de l'Éducation nationale, en 1972 ministre des Affaires étrangères et le 28 juillet 1973 Premier ministre, une fonction vacante depuis 1969. Le 18 décembre 1975, il est remplacé dans cette fonction par Louis Sylvain-Goma. De 1977 à 1980, Henri Lopes est ministre des Finances.
Depuis 1981, il travaille pour l'Unesco, où il est directeur général adjoint pour la culture et pour les relations extérieures de 1982 à 1998. En octobre 1998, il est nommé ambassadeur de la république du Congo en France et le sera 17 ans.

### Écrivain
En tant qu'écrivain, Henri Lopes est considéré comme l'un des représentants les plus connus de la littérature africaine moderne.
En 1972, il est lauréat du Grand prix littéraire d'Afrique noire de l'Association des écrivains de langue française pour son livre Tribaliques. En 1993, l'Académie française lui décerne le grand prix de la francophonie ; la même année il devient docteur honoris causa de l'université Paris XII et en 2002 de l'université Laval (Québec).

### Mort
Henri Lopes meurt le 2 novembre 2023 à l'hôpital Foch de Suresnes, à l'âge de 86 ans,. Il est inhumé au cimetière du Montparnasse.

## Œuvres
- 1971 : Tribaliques, nouvelles
- 1976 : La Nouvelle Romance, roman
- 1977 : Sans tam-tam, roman
- 1982 : Le Pleurer-rire, roman
- 1990 : Le Chercheur d'Afriques, roman
- 1992 : Sur l'autre rive, roman
- 1993 : Maluku au temps des bateaux à roues, nouvelle autobiographique
- 1997 : Le lys et le flamboyant, roman[12]
- 2002 : Dossier classé, roman
- 2003 : Ma grand-mère bantoue et mes ancêtres les Gaulois, essai
- 2012 : Une enfant de Poto-Poto, roman[13]
- 2015 : Le Méridional, roman[14]
- 2018 : Il est déjà demain, mémoires

## Distinctions
- Grand Prix de la Francophonie de l'Académie française (1995)[15] .
- Officier de la Légion d'honneur (2015)[16].

- Prix littéraire de la Porte Dorée (2012) [17].